# Bílý kříž (přírodní rezervace)
Bílý kříž je přírodní rezervace poblíž obce Stálky v okrese Znojmo v nadmořské výšce 370–440 metrů. Chráněné území je v péči Krajského úřadu Jihomoravského kraje.

## Předmět ochrany
Důvodem ochrany je vegetace na prudkých, výslunných skalnatých svazích s navazujícím druhově a věkově pestrým lesním porostem, zvláště chráněné druhy rostlin a živočichů, estetická hodnota území.